# Tlaquexpa
Tlaquexpa är en ort i Mexiko.   Den ligger i kommunen Tehuipango och delstaten Veracruz, i den sydöstra delen av landet, 240 km öster om huvudstaden Mexico City. Tlaquexpa ligger 2 350 meter över havet och antalet invånare är 119.
Terrängen runt Tlaquexpa är huvudsakligen kuperad, men åt nordost är den bergig. Runt Tlaquexpa är det ganska tätbefolkat, med 134 invånare per kvadratkilometer. Närmaste större samhälle är Xoxocotla, 19,5 km nordväst om Tlaquexpa. Omgivningarna runt Tlaquexpa är en mosaik av jordbruksmark och naturlig växtlighet.